# Ҟ
Ҟ (minuskule ҟ) je písmeno cyrilice. Jedná se o variantu písmena К. Vyskytuje se pouze v abcházštině.